# Conus chrysocestus
Conus chrysocestus är en snäckart som beskrevs av S. S. Berry 1968. Conus chrysocestus ingår i släktet Conus och familjen kägelsnäckor. Inga underarter finns listade i Catalogue of Life.